# Arado Ar 196
Arado Ar 196 er et mindre tosædet militært pontonfly udviklet i Tyskland i 1938 af Arado Flugzeugwerke, Warnemünde.
Flyet har en tomands besætning (pilot og observatør) og har en 960 hk BMW 132K nicylindret stjernemotor. Det er 11 m langt og har en spændvidde på 12,4 m samt en højde på 4,4 m. Flyets nettovægt er på 2990 kg og i kampklar stand 3730 kg. Det kan opnå en maksimalhastighed på 310 km/t. Bevæbningen er med to 20 mm maskinkanon (MG FF) indbygget i vingerne, et 7,92 mm maskingevær (MG 17) fastmonteret i flyets næse samt et 7,92 mm maskingevær (MG 15) i en bevægelig affutage (observatørgevær). Flyet kunne yderligere bære to SC 50 kg bomber ophængt under planerne.
Arado Ar 196 blev anvendt af Luftwaffe i hele den besatte del af Europa til sørekognoscering, eskortering af konvojer, sømineudlægning og ubådsbekæmpelse. Værnemagten udstationerede under krigen flere Ar-196 ved Vandflyvestation Aalborg. 
Arado Ar 196 blev også udstationeret på de tyske slagskibe, lommeslagskibe og svære krydsere. En katapult sendte dem i luften og en kran løftede dem om bord efter at de havde landet på vandet.

## Kuriosum
Et Arado Ar 196 deltog i Tintins ekspedition til Nordpolen i albummet Den mystiske stjerne fra 1941.